# Tatiana Malard
Pour les articles homonymes, voir Malard (homonymie).
Tatiana Malard est une joueuse internationale française de rink hockey née le 22 mai 1987.

## Palmarès
En 2012, elle est sacrée championne du monde.